# På den anden side – uge 19 går vi te' den
|  | Denne artikel er oprettet af botten Steenthbot ud fra en ekstern database. Den kan derfor have sproglige fejl eller mangler. Denne skabelon kan fjernes efter kontrol af indholdet. |

På den anden side – uge 19 går vi te' den er en dansk eksperimentalfilm fra 1988 instrueret af Kim Folke.

## Handling
4 kamerahold fulgte i maj 88 BZiernes kulturuge. Hver dag blev dagens handlinger klippet sammen til en kort nyhedsudsendelse, som - et par gange om dagen- blev vist i ungdomshuset, der var udgangspunkt for ugen. Denne film er sammensat af dette materiale.